# Raymondcia rigida
Raymondcia rigida är en mossdjursart som först beskrevs av Lorenz 1886.  Raymondcia rigida ingår i släktet Raymondcia och familjen Smittinidae. Inga underarter finns listade i Catalogue of Life.